# North Bend (Washington)
North Bend es una ciudad ubicada en el condado de King en el estado estadounidense de Washington. En el año 2000 tenía una población de 4.746 habitantes y una densidad poblacional de 622,2 personas por km².

## Geografía
North Bend se encuentra ubicada en las coordenadas 47°29′38″N 121°47′10″O / 47.49389, -121.78611.

## Demografía
Según la Oficina del Censo en 2000 los ingresos medios por hogar en la localidad eran de $61.534, y los ingresos medios por familia eran $69.402. Los hombres tenían unos ingresos medios de $57.333 frente a los $38.401 para las mujeres. La renta per cápita para la localidad era de $28.229. Alrededor del 4,7% de la población estaban por debajo del umbral de pobreza.